# Un amore (romanzo)
Un amore è un romanzo dello scrittore italiano Dino Buzzati ideato nel 1959 e pubblicato da Arnoldo Mondadori Editore nel 1963. 
Si tratta di un'opera del tutto eccentrica rispetto alla produzione abituale dello scrittore. Attraverso la tecnica del monologo interiore vengono analizzati i conflitti dell'uomo maturo irresistibilmente attratto dalla giovinezza, ma anche quelli del borghese colto affascinato da ciò che è popolare. Laide infatti rappresenta non solo il proletariato, ma anche i miti degli anni Sessanta in cui le classi incolte si stanno gettando a capofitto (le auto veloci, i night club, il consumismo montante) di cui Buzzati-Dorigo avverte, come una sorta di fascino dell'orrido, tutta la brutale energia.

## Trama
(Dino Buzzati, Un amore)
La vicenda, che si svolge nella metropoli milanese, vede come protagonista Antonio Dorigo, un affermato architetto di quarantanove anni che non era stato mai capace di instaurare con una donna lo stesso rapporto di confidenza che aveva con gli amici. Per lui "La donna, forse a motivo dell'educazione familiare, gli era parsa sempre una creatura straniera" e con l'altro sesso riesce ad avere rapporti solamente di carattere mercenario. Antonio ha l'abitudine di frequentare la casa di appuntamenti della signora Ermelina "... emiliana, cordiale, bonaria, ancora una bella donna, di stampo familiare, senza niente di equivoco. A sentirla parlare, si sarebbe detto che facesse la ruffiana solo per aiutare quelle povere ragazzine."
"Un mattino del febbraio 1960, a Milano, l'architetto Antonio Dorigo, di 49 anni, telefonò alla signora Ermelina" per un appuntamento con una ragazza che viene fissato per le tre e mezza dello stesso pomeriggio. La ragazza, così lo avverte Ermelina al suo arrivo, è una ballerina della Scala minorenne. Dorigo conosce così Laide, diminutivo di Adelaide e, rimastone subito attratto, si innamora per la prima volta.
Ma Laide non si lascia coinvolgere sentimentalmente e intende mantenere il rapporto con Dorigo solamente sul piano sessuale. Dorigo cerca di liberarsi dall'ossessione di questo suo amore senza riuscirci e presto Laide, che ha lasciato la casa di appuntamenti della signora Ermelina, diventa la sua mantenuta pur continuando a condurre la vita di sempre, insofferente verso Dorigo che considera vecchio e invadente con la sua gelosia.
Dorigo, accecato dall'amore, non vuole rendersi conto dei vizi e delle bugie di Laide ma alla fine deve accettare la realtà e si arrende. Dorigo comprende così che l'amore per la ragazza è stata un'illusione che però ha riempito la sua vuota vita, fino a quel momento dominata dalla paura della morte.
A questo punto però, sorprendentemente, il romanzo offre un colpo di scena: passato qualche tempo, Laide e Antonio dormono ora beati nello stesso letto, mentre la ragazza, senza più finzione, gli dice di aspettare un bambino. 

## Opere derivate
Dal romanzo è stato tratto nel 1965 il film omonimo, diretto da Gianni Vernuccio, con Rossano Brazzi e Agnès Spaak nei panni dei protagonisti.

## Edizioni
- Dino Buzzati, Un amore, collana Gli Oscar, n. 4, Milano, Mondadori, 1963.
- Dino Buzzati, Un amore, collana Narratori italiani, n. 110, Milano, Mondadori, 1964.
- Dino Buzzati, Un amore, Milano, Club degli Editori, 1977.
- Dino Buzzati, Il deserto dei tartari; Un amore, Milano, Mondadori, 1982.
- Dino Buzzati, Un amore, collana Oscar. Narrativa, introduzione di Alberico Sala, n. 4, Milano, Mondadori, 1981, ISBN 88-04-40297-0.
- Dino Buzzati, Il deserto dei tartari; Un amore, Milano, Club degli Editori, 1982.
- Dino Buzzati, Un amore, Milano - Novara, Mondadori - De Agostini, 1985.
- Dino Buzzati, Un amore, collana Oscar narrativa, introduzione di Alberico Sala, n. 397, Milano, Mondadori, 1987, ISBN 88-04-40297-0.
- Dino Buzzati, Un amore, collana Parlando d'amore, n. 2, edizione allegata al n. 9 di Glamour, novembre 1992.
- Dino Buzzati, Un amore, collana I grandi romanzi italiani, prefazione di Ettore Mo, n. 11, Milano, edizione allegata al Corriere della Sera, RCS, 2003.
- Dino Buzzati, Un amore, collana Oscar moderni, n. 4, Milano, Mondadori, 2016, ISBN 978-88-04-66817-6.
- Dino Buzzati, Un amore, collana Le opere di Dino Buzzati, prefazione di Barbara Stefanelli, n. 2, Milano, edizione allegata al Corriere della Sera, RCS, 2017.